# Pays des Graves et Landes de Cernès
Le Pays des Graves et Landes de Cernès désignait un pays, au sens aménagement du territoire. Il est situé dans le sud du département français de la Gironde, en région Nouvelle-Aquitaine. 

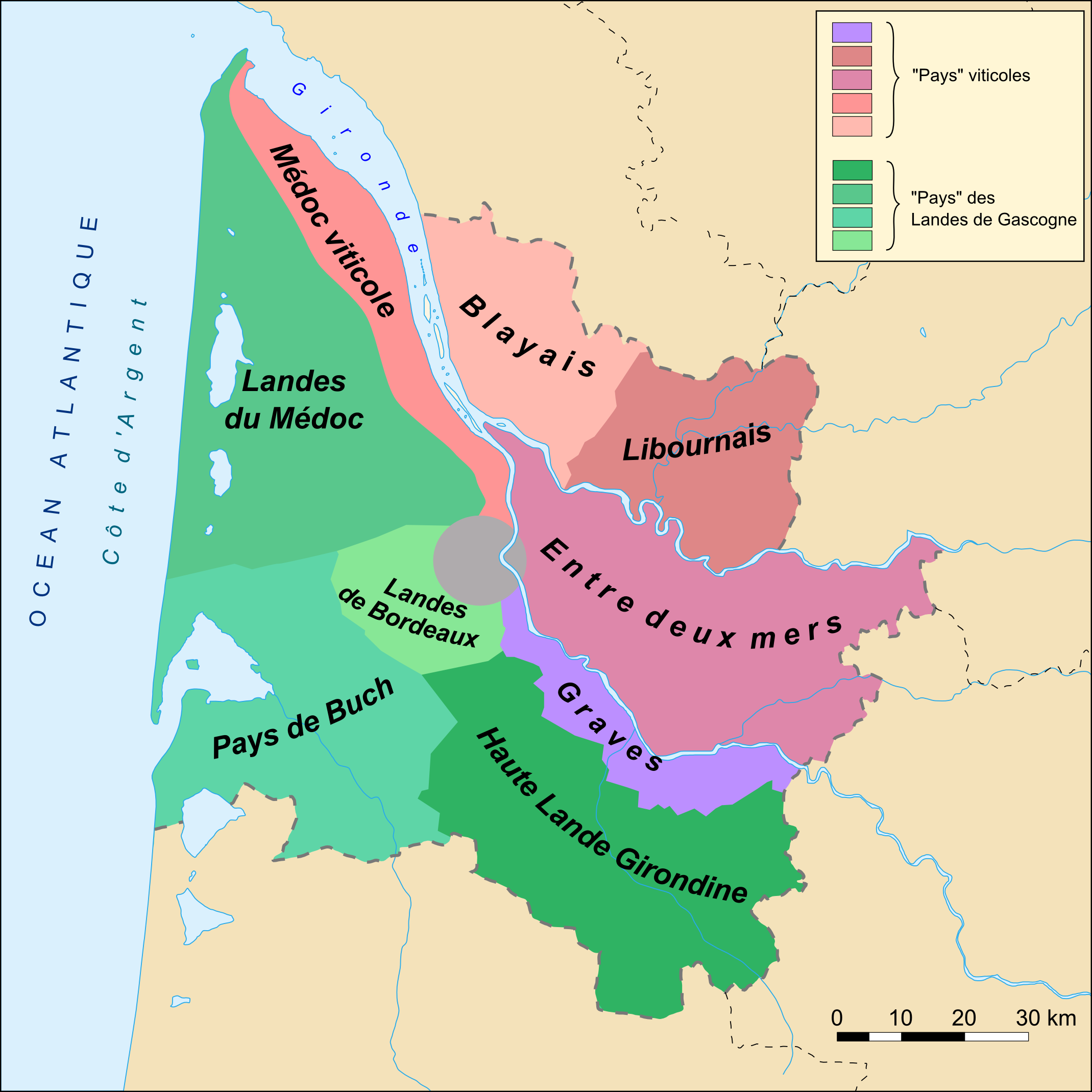
Carte de la Gironde

Il correspondait aux Graves, à la Haute-Lande-Girondine et une partie des Landes de Bordeaux.

## Historique
- Date de reconnaissance : 20 janvier 2005

À sa constitution, le pays a, pour adhérents, les communes de Martignas-sur-Jalle et de Saint-Jean-d'Illac, la communauté de communes de Cestas-Canéjan (alors composée des deux seules communes de Cestas et Canéjan), la communauté de communes de Montesquieu (13 communes du canton de La Brède) et la communauté de communes du Pays paroupian (les 7 communes du canton de Saint-Symphorien), soit un total de 24 communes.
La communauté de communes du Pays paroupian ayant quitté le Pays des Graves et Landes de Cernès pour adhérer au Pays des Landes de Gascogne, le Pays se retrouve, courant 2009, constitué de 17 communes.
En 2013, la communauté de communes de Cestas-Canéjan devient la communauté de communes Jalle Eau Bourde en associant aux deux communes de Cestas et Canéjan, celle de Saint-Jean-d'Illac.
Le Pays des Graves et des Landes de Cernès est une structure qui n’a, en 2009 pratiquement aucune activité.
En 2015, la région Nouvelle-Aquitaine travaille directement avec ses intercommunalités membres, laissent entendre que le Pays n'existe plus.

## Composition territoriale
Le Pays regroupe une commune et deux communautés de communes :
| Nom                                     | Nb communes | Population 2011 (hab.) | Superficie (km²) |
| --------------------------------------- | ----------- | ---------------------- | ---------------- |
| Martignas-sur-Jalle                     | 1           | 7 355                  | 26,39            |
| Communauté de communes Jalle Eau Bourde | 3           | 28 550                 | 232,14           |
| Communauté de communes de Montesquieu   | 13          | 37 668                 | 330,12           |

Les villes principales en sont Cestas, Léognan, Martignas-sur-Jalle, Saint-Jean-d'Illac, Canéjan.